# 趣味Do楽
趣味Do楽（しゅみどーらく）は、2012年4月2日からNHK Eテレで放送されたテレビ番組である。2014年度で放送を終了し、2015年度からは新シリーズ「趣味どきっ!」に引き継いだ。

## 概要
毎回幅広いテーマを取り上げていく実践的で実用的な趣味講座番組である。
月曜日は、従来の趣味番組と同じく、「マラソン」、「登山」、「自転車」などのスポーツ系、「茶の湯」、「書道」、「ピアノ」のような室内で行う文化系の趣味を扱う。火曜日は、「毎日の暮らしを豊かに」をコンセプトにした新機軸で、30代から40代の女性が興味・関心を持つ多様なテーマを取り上げる。
2013年度は放送枠を増やし、月曜日から水曜日までの3枠で放送した。

## 放送時間
- 月 - 水曜日 21:30 - 21:55（Eテレ）
- 火・水曜日 10:15 - 10:40（総合）
総合テレビの再放送は休止の場合あり。各期の3番組のうち1番組は総合テレビでは再放送されない。
- 月 - 水曜日 11:30 - 11:55（Eテレ）

## 講座一覧
| 開始年月   | 月                                               | 火                                                              | 水                                            |
| ---------- | ------------------------------------------------ | --------------------------------------------------------------- | --------------------------------------------- |
| 2012年04月 | 3か月でフルマラソン!                             | 人気番組で旅する                                                |                                               |
| 2012年06月 | 茶の湯 表千家〜もてなしのために                  | 京都で磨く ゆかた美人                                           |                                               |
| 2012年08月 | 藤田寛之 シングルへの道                          | 思い出を残そう! 達人が教えるデジタルカメラ                      |                                               |
| 2012年10月 | 柿沼康二 オレ流 書の冒険                         | 誰でも歌は うまくなる!〜広瀬香美のボーカル・レッスン〜          |                                               |
| 2012年12月 | パティシエ青木定治とつくる あこがれのパリ菓子    | 彫刻家・籔内佐斗司流 仏像拝観手引                               |                                               |
| 2013年02月 | 藤田寛之 シングルへの道                          | KYOTOで極めるハンサムウーマンライフ〜時代をひらく古都の女子力〜 |                                               |
| 2013年04月 | 押尾コータローのギターを弾きまくロー!            | 籔内佐斗司流 仏像拝観手引 日本列島巡礼編                        | なるほど便利! くらしで使えるスマホ&タブレット |
| 2013年06月 | 城戸真亜子の油絵って楽しい!                      | 田中雅美×中村格子のビューティースイミング                       | 思い出を残そう! 達人が教えるデジタルカメラ    |
| 2013年08月 | 藤田寛之 続シングルへの道 コースを攻める戦略と技 | わたしと野菜のおいしい関係〜知って、作って、食べて〜            | 柿沼康二 オレ流 書の冒険                      |
| 2013年10月 | 歩く旅をしよう〜気ままにロングウオーク           | 荒井良二の絵本じゃあにぃ                                        | スマホでもOK!写真から年賀状まで自由自在       |

## 講座

### 3か月でフルマラソン!
- 放送期間：2012年4月2日 - 2012年5月28日（月曜・全9回）
- 講師：金哲彦
- 生徒：野々村真、時東ぁみ
- ナレーション：Sascha

| 回 | タイトル                                      | ゲスト     | 初回放送日    |
| -- | --------------------------------------------- | ---------- | ------------- |
| 1  | 自分のレベルを知り 練習計画を立てよう         |            | 2012年4月2日  |
| 2  | 走るアイテムを準備 フォームチェックしてみよう |            | 2012年4月9日  |
| 3  | 無理せずゆっくりと走ろう                      | ノッチ     | 2012年4月16日 |
| 4  | “積極的休養”で体調管理                        |            | 2012年4月23日 |
| 5  | 走りの質を上げよう                            | 長谷川理恵 | 2012年4月30日 |
| 6  | 長時間続けて走ってみよう                      |            | 2012年5月7日  |
| 7  | 街を楽しむ“マラニック”のススメ                | 安田美沙子 | 2012年5月14日 |
| 8  | 大会直前 レースに向けて調整しよう             | 高橋尚子   | 2012年5月21日 |
| 9  | いよいよ本番 めざせ完走!                      | 高橋尚子   | 2012年5月28日 |

※2013年1月14日（月曜日・成人の日）にはBS1で12:00 - 16:25に全9回の放送分を一挙再放送することになった（途中、毎時50分のBSニュースを挟む）。

### 人気番組で旅する
- 放送期間：2012年4月3日 - 2012年5月29日（火曜・全9回）
- 司会：ハリセンボン
- 講師：堀正岳
- ど〜らくん（声・きたろう）

| 回 | タイトル                             | タイトル        | ナレーション        | 初回放送日    |
| -- | ------------------------------------ | --------------- | ------------------- | ------------- |
| 1  | アートな新生活を探して               | 美の壺          | 礒野佑子            | 2012年4月3日  |
| 2  | アートで癒されたい                   | 美の壺          | 礒野佑子            | 2012年4月10日 |
| 3  | アートに暮らしたい                   | 美の壺          | 礒野佑子            | 2012年4月17日 |
| 4  | 海と大地の恵み 〜神奈川・小田原〜    | キッチンが走る! | 高橋克実 安部みちこ | 2012年4月24日 |
| 5  | 満喫 アルプスの息吹 〜長野・安曇野〜 | キッチンが走る! | 高橋克実 安部みちこ | 2012年5月1日  |
| 6  | 山里と清流の贈り物 〜東京・奥多摩〜  | キッチンが走る! | 高橋克実 安部みちこ | 2012年5月8日  |
| 7  | 琉球 豪華絢爛な美                    | テンペスト      | 渡邊佐和子          | 2012年5月15日 |
| 8  | 琉球 絶景とパワースポット            | テンペスト      | 渡邊佐和子          | 2012年5月22日 |
| 9  | 琉球 食ものがたり                    | テンペスト      | 渡邊佐和子          | 2012年5月29日 |

### 茶の湯 表千家〜もてなしのために
- 放送期間：2012年6月4日 - 2012年7月30日（月曜・全9回）
- 講師：貫名義隆
- 生徒：吉田一貴
- ナレーション：中川緑

| 回 | タイトル                       | ゲスト             | 初回放送日    |
| -- | ------------------------------ | ------------------ | ------------- |
| 1  | 利休の心を受けつぐ茶           | 千宗左、千宗員     | 2012年6月4日  |
| 2  | 初めての茶室                   |                    | 2012年6月11日 |
| 3  | 炭点前の魅力                   |                    | 2012年6月18日 |
| 4  | 薄茶を点てる                   |                    | 2012年6月25日 |
| 5  | 薄茶 匠の技と道具              |                    | 2012年7月2日  |
| 6  | 濃茶 匠の技と道具              |                    | 2012年7月9日  |
| 7  | 風炉・正午の茶事 前編          | 熊倉功夫、生形貴重 | 2012年7月16日 |
| 8  | 風炉・正午の茶事 後編          | 熊倉功夫、生形貴重 | 2012年7月23日 |
| 9  | 茶の湯を支える匠たち（総集編） |                    | 2012年7月30日 |

### 京都で磨く ゆかた美人
- 放送期間：2012年6月5日 - 2012年7月31日（火曜・全9回）
- 生徒：夏川純
- ナレーション：根岸昌史（6月）、山本美希（7月）
- 2014年6・7月期アンコール放送

| 回 | タイトル                         | 案内人             | 初回放送日    |
| -- | -------------------------------- | ------------------ | ------------- |
| 1  | “似合うゆかた”はこう選ぶ         | 山崎真紀           | 2012年6月5日  |
| 2  | すっきり見える ゆかたの着付け    | 服部有樹子         | 2012年6月12日 |
| 3  | ゆかたでお出かけ TPO別マナー     | 北川幸             | 2012年6月19日 |
| 4  | 帯結びでアレンジ                 | 安田多賀子         | 2012年6月26日 |
| 5  | 自分でできる ゆかたのヘア&メイク | 長岡耕二           | 2012年7月3日  |
| 6  | 手作り小物で遊ぶ                 | もりたもとこ       | 2012年7月10日 |
| 7  | めざせ!イケメンゆかた            | 笹岡隆甫、茂山宗彦 | 2012年7月17日 |
| 8  | ゆかたに愛を!                    | 橋村彰太           | 2012年7月24日 |
| 9  | “さんずいの京”を楽しむ           | 筒井富朗           | 2012年7月31日 |

### 藤田寛之 シングルへの道
- 放送期間：2012年8月6日 - 2012年9月24日（月曜・全8回）
- 再放送期間：2013年2月4日 - 2013年3月25日（月曜・全8回）
- 講師：藤田寛之、タケ小山
- 生徒：鈴木一秀、小笠原みき
- ナレーション：窪田等

| 回 | タイトル                                                          | 初回放送日    |
| -- | ----------------------------------------------------------------- | ------------- |
| 1  | 目指そう! まずは自信が持てる球筋                                  | 2012年8月6日  |
| 2  | 飛ぶドライバーショットを考えよう                                  | 2012年8月13日 |
| 3  | 実戦で考える飛ばしとコントロール                                  | 2012年8月20日 |
| 4  | 実戦で考えるアイアンショット                                      | 2012年8月27日 |
| 5  | 実戦型50〜70ヤード                                                | 2012年9月3日  |
| 6  | グリーンまわりでシングルは決まる1〜アプローチの想像力〜           | 2012年9月10日 |
| 7  | グリーンまわりでシングルは決まる2〜ロブ、バンカー、パッティング〜 | 2012年9月17日 |
| 8  | コースマネージメント〜トラブル状況からの脱出〜                    | 2012年9月24日 |

### 思い出を残そう! 達人が教えるデジタルカメラ
- 放送期間：2012年8月7日 - 2012年9月25日（火曜・全8回）
- 再放送期間：2013年6月5日 - 2013年7月24日（水曜・全8回）
- 生徒：ダンカン、飯塚虎太郎親子
- ナレーション：池田昌子

| 回 | タイトル                       | 講師       | 初回放送日    |
| -- | ------------------------------ | ---------- | ------------- |
| 1  | 街角でシャッターを押してみよう | 大西みつぐ | 2012年8月7日  |
| 2  | 人物 動物を撮る〜動物園〜      | 大西みつぐ | 2012年8月15日 |
| 3  | 昆虫や花を撮る                 | 海野かずお | 2012年8月22日 |
| 4  | 鉄道写真を撮る1〜特急列車〜    | 広田尚敬   | 2012年8月29日 |
| 5  | 鉄道写真を撮る2〜SL〜          | 広田尚敬   | 2012年9月4日  |
| 6  | 懐かしい風景を撮る〜家族旅行〜 | 大西みつぐ | 2012年9月11日 |
| 7  | 天体写真を撮る                 | 吉田隆行   | 2012年9月18日 |
| 8  | 撮った写真を選んで残そう       | 大西みつぐ | 2012年9月25日 |

### 柿沼康二 オレ流 書の冒険
- 放送期間：2012年10月1日 - 2012年11月26日（月曜・全9回）
- 再放送期間：2013年7月31日 - 2013年9月25日（水曜・全9回）
- 講師：柿沼康二
- 生徒：照英
- ナレーション：小野卓司

| 回 | タイトル                                           | 初回放送日     |
| -- | -------------------------------------------------- | -------------- |
| 1  | 「型」あってこその自己表現                         | 2012年10月1日  |
| 2  | 型を吸う(1) 永字八法を極める〜楷書〜               | 2012年10月8日  |
| 3  | 型を吸う(2) 書体の根本〜隷書〜                     | 2012年10月15日 |
| 4  | 型を吸う(3) 流麗の美〜行書・草書〜                 | 2012年10月22日 |
| 5  | 型からはみ出せ(1) 自由奔放な書〜木簡から空海まで〜 | 2012年10月29日 |
| 6  | 型からはみ出せ(2) 岡本太郎の書に挑む               | 2012年11月5日  |
| 7  | 型からはみ出せ(3) 筆を使わずに書く                 | 2012年11月12日 |
| 8  | 自由な「書」への旅 〜筆の里 広島県熊野町〜         | 2012年11月19日 |
| 9  | 吐き出せ!今のオレの心を                            | 2012年11月26日 |

### 誰でも歌は うまくなる!〜広瀬香美のボーカル・レッスン〜
- 放送期間：2012年10月2日 - 2012年11月20日（火曜・全8回）
- 講師：広瀬香美
- 生徒：IKKO、荻原次晴、吉田瞳
- ナレーション：

| 回 | タイトル                                                 | 初回放送日     |
| -- | -------------------------------------------------------- | -------------- |
| 1  | 歌えるカラダをつくろう                                   | 2012年10月2日  |
| 2  | 広瀬流「カラダで歌う」発声法〜3つのポイント〜            | 2012年10月9日  |
| 3  | 正しい音程で歌おう                                       | 2012年10月16日 |
| 4  | リズム感を養おう                                         | 2012年10月23日 |
| 5  | 表現力を磨こう〜高音・低音・ロングトーン〜               | 2012年10月30日 |
| 6  | カラオケ王(キング)になろう(1)〜広瀬流・カラオケの極意〜  | 2012年11月6日  |
| 7  | カラオケ王(キング)になろう(2)〜「採点」を味方にしよう!〜 | 2012年11月13日 |
| 8  | 人前で堂々と歌ってみよう!                                | 2012年11月20日 |

### パティシエ青木定治とつくる あこがれのパリ菓子
- 放送期間：2012年12月3日 - 2013年1月28日（月曜・全8回）
- 講師：青木定治
- 生徒：鶴田真由、南野陽子、高島礼子、中山美穂
- ナレーション：フロラン・ダバディ

| 回 | タイトル                                                      | 生徒     | 初回放送日     |
| -- | ------------------------------------------------------------- | -------- | -------------- |
| 1  | 素材の味わいを生かす シンプルな焼き菓子 -マドレーヌ-          | 鶴田真由 | 2012年12月3日  |
| 2  | 生地はサクサク クリームはしっとり -タルト・シトロン-          | 鶴田真由 | 2012年12月10日 |
| 3  | 大人の味わい 栗のケーキで迎えるクリスマス -ルーロー・マロン-  | 南野陽子 | 2012年12月17日 |
| 4  | 実は珍しい フランスのチーズケーキ -チーズケーキ・パッション-  | 南野陽子 | 2012年12月24日 |
| 5  | カリッと焼いた香ばしいシュー生地 -シュー・ア・ラ・クレーム-   | 高島礼子 | 2013年1月7日   |
| 6  | メレンゲ独特の軽〜い食感 -ダックワーズ・マッチャ-             | 高島礼子 | 2013年1月14日  |
| 7  | とろけるショコラに愛をこめて -モエルー・ショコラ・マッチャ-   | 中山美穂 | 2013年1月21日  |
| 8  | いちごたっぷり パリっ子のお気に入り! -シャルロット・フレーズ- | 中山美穂 | 2013年1月28日  |

### 彫刻家・籔内佐斗司流 仏像拝観手引
- 放送期間：2012年11月28日 - 2013年1月29日（火曜・全9回）（2011年11月 - 12月の「直伝 和の極意」の再放送）
- 講師：籔内佐斗司
- 生徒：篠原ともえ
- ナレーション：河野多紀

| 回 | タイトル                              | 初回放送日     |
| -- | ------------------------------------- | -------------- |
| 1  | ほとけさまの長い長い旅路              | 2012年11月28日 |
| 2  | 籔内流 仏像拝観の基本                 | 2012年12月4日  |
| 3  | 仏像の原点 大仏さまめぐり             | 2012年12月11日 |
| 4  | 漆でできたほとけさま                  | 2012年12月18日 |
| 5  | 一木造りのほとけさま                  | 2012年12月25日 |
| 6  | 寄木造りのほとけさま                  | 2013年1月8日   |
| 7  | 運慶・快慶 慶派仏師の仏像ルネッサンス | 2013年1月15日  |
| 8  | 岡倉天心を知っていますか?             | 2013年1月22日  |
| 9  | 若者が受け継ぐほとけの遺伝子          | 2013年1月29日  |

### KYOTOで極めるハンサムウーマンライフ〜時代をひらく古都の女子力〜
- 放送期間：2013年2月5日 - 2013年3月26日（火曜・全8回）
- 生徒：とよた真帆
- ナレーション：北郷三穂子

| 回 | タイトル                                                                   | 講師                 | 初回放送日    |
| -- | -------------------------------------------------------------------------- | -------------------- | ------------- |
| 1  | "ハンサムウーマン"八重の住まい                                             | 佐伯順子、中川理     | 2013年2月5日  |
| 2  | "ハンサムウーマン"八重のグルメ                                             | 佐伯順子、奥村彪生   | 2013年2月12日 |
| 3  | "ハンサムウーマン"八重のファッション&ホビー                                | 佐伯順子、清水久美子 | 2013年2月19日 |
| 4  | 「織り」に"ありえない"を!〜伝統工芸士 小玉紫泉〜                           | 小玉紫泉             | 2013年2月26日 |
| 5  | 時代をひらく「日本酒」を!〜杜氏 大塚真帆〜                                 | 大塚真帆             | 2013年3月5日  |
| 6  | 「花とおばんざい」で四季を楽しむよろこびを!〜華道家・料理研究家 桑原櫻子〜 | 桑原櫻子             | 2013年3月12日 |
| 7  | 「器」で暮らしに"わたしらしさ"を!〜ギャラリーオーナー 永松仁美〜           | 永松仁美             | 2013年3月19日 |
| 8  | 「唐紙」で暮らしにモダンと伝統を!〜唐紙師 千田愛子〜                       | 千田愛子             | 2013年3月26日 |

### 押尾コータローのギターを弾きまくロー!
- 放送期間：2013年4月1日 - 2013年5月27日（月曜・全9回）
- 講師：押尾コータロー
- 生徒：渡部豪太、三倉茉奈
- ナレーション：山田ルイ53世（髭男爵）

| 回 | タイトル                        | 初回放送日    |
| -- | ------------------------------- | ------------- |
| 1  | リズムにのってストローク!       | 2013年4月1日  |
| 2  | 16ビートとセーハの克服          | 2013年4月8日  |
| 3  | アルペジオでしっとり聞かせよう  | 2013年4月15日 |
| 4  | アコギの神髄スリーフィンガー    | 2013年4月22日 |
| 5  | 表現力を高めよう                | 2013年4月29日 |
| 6  | まだまだあるぞ 左手のテクニック | 2013年5月6日  |
| 7  | "戦メリ"最終レッスン            | 2013年5月13日 |
| 8  | いざライブへ!                   | 2013年5月20日 |
| 9  | 総集編                          | 2013年5月27日 |

### 籔内佐斗司流 仏像拝観手引 日本列島巡礼編
- 放送期間：2013年4月2日 - 2013年5月28日（火曜・全9回）
- 講師：籔内佐斗司
- 生徒：篠原ともえ
- ナレーション：河野多紀
- 平城の童子の声：桃森すもも

| 回 | タイトル                                          | 初回放送日    |
| -- | ------------------------------------------------- | ------------- |
| 1  | ほとけの世界観を知る                              | 2013年4月2日  |
| 2  | 異形のほとけさま〜十一面観音はどこから来たのか?〜 | 2013年4月9日  |
| 3  | 密教のほとけさま                                  | 2013年4月16日 |
| 4  | 西方浄土のほとけさま                              | 2013年4月23日 |
| 5  | みちのくのほとけさま                              | 2013年4月30日 |
| 6  | 山岳のほとけさま〜修験道と神仏習合〜              | 2013年5月7日  |
| 7  | なにわ 庶民信仰のほとけさま                       | 2013年5月14日 |
| 8  | 博物館のほとけさま                                | 2013年5月21日 |
| 9  | 総集編                                            | 2013年5月28日 |

### なるほど便利! くらしで使えるスマホ&タブレット
- 放送期間：2013年4月3日 - 2013年5月29日（水曜・全9回）
- 講師：岡嶋裕史
- 生徒：堀内孝雄、堀ちえみ

| 回 | タイトル                                    | 初回放送日    |
| -- | ------------------------------------------- | ------------- |
| 1  | スマホなんてかんたん                        | 2013年4月3日  |
| 2  | まずは電話とメールから                      | 2013年4月10日 |
| 3  | ここまでできるネット検索                    | 2013年4月17日 |
| 4  | 楽しみを広げよう 音楽・カメラ・ラジオ・読書 | 2013年4月24日 |
| 5  | スマホの向こうに友だちがいる                | 2013年5月1日  |
| 6  | スマホを持って出かけると                    | 2013年5月8日  |
| 7  | アプリで自分好みに進化する                  | 2013年5月15日 |
| 8  | スマホのお悩み一挙解決                      | 2013年5月22日 |
| 9  | 総集編                                      | 2013年5月29日 |

### 城戸真亜子の油絵って楽しい!
- 放送期間：2013年6月3日 - 2013年7月29日（月曜・全9回）
- 講師：城戸真亜子
- 生徒：中尾ミエ、内藤大助

| 回 | タイトル                        | 初回放送日    |
| -- | ------------------------------- | ------------- |
| 1  | 名画で遊ぼう                    | 2013年6月3日  |
| 2  | 色で遊ぼう                      | 2013年6月10日 |
| 3  | お気に入りのものを描いてみよう  | 2013年6月17日 |
| 4  | お気に入りの風景を描いてみよう  | 2013年6月24日 |
| 5  | 光と影で遊ぼう                  | 2013年7月1日  |
| 6  | ポートレイト(肖像画)で遊ぼう    | 2013年7月8日  |
| 7  | 水で遊ぼう(1)〜"静の水"を描く〜 | 2013年7月15日 |
| 8  | 水で遊ぼう(2)〜"動の水"を描く〜 | 2013年7月22日 |
| 9  | 総集編                          | 2013年7月29日 |

### 田中雅美×中村格子のビューティースイミング
- 放送期間：2013年6月4日 - 2013年7月30日（火曜・全9回）
- 講師：田中雅美、中村格子
- 生徒：虻川美穂子（北陽）

| 回 | タイトル                                     | 初回放送日    |
| -- | -------------------------------------------- | ------------- |
| 1  | 気軽にプールデビュー                         | 2013年6月4日  |
| 2  | 美脚・くびれ(1) 水中ウオーキング             | 2013年6月11日 |
| 3  | 美脚・くびれ(2) ストリームラインとキック     | 2013年6月18日 |
| 4  | 背中・わき腹すっきり(1) クロールの息つぎ     | 2013年6月25日 |
| 5  | 背中・わき腹すっきり(2) クロールのストローク | 2013年7月2日  |
| 6  | ヒップアップ 平泳ぎのキック                  | 2013年7月9日  |
| 7  | バストアップ 平泳ぎのストローク              | 2013年7月16日 |
| 8  | ビューティースイミングメニュー               | 2013年7月23日 |
| 9  | 総集編                                       | 2013年7月30日 |

### 藤田寛之 続シングルへの道 コースを攻める戦略と技
- 放送期間：2013年8月5日 - 2012年9月30日（月曜・全9回）
- 講師：藤田寛之、タケ小山
- 生徒：伊藤聡子
- ナレーション：窪田等

| 回 | タイトル                                           | 初回放送日    |
| -- | -------------------------------------------------- | ------------- |
| 1  | パー4の攻略(1) 回り道でもパーはとれる              | 2013年8月5日  |
| 2  | パー4の攻略(2) 視覚的プレッシャーに勝つ            | 2013年8月12日 |
| 3  | パー4の攻略(3) グリーンから逆算 距離に惑わされるな | 2013年8月19日 |
| 4  | パー3の攻略(1) 距離が長く 池がらみへの対処         | 2013年8月26日 |
| 5  | パー3の攻略(2) 距離の短いホールを取りこぼすな      | 2013年9月2日  |
| 6  | パー5の攻略 ミスショットの許容範囲を知ろう         | 2013年9月9日  |
| 7  | パッティング 3パットを避ける                       | 2013年9月16日 |
| 8  | リカバリーショット ベストルートをどう探す?         | 2013年9月23日 |
| 9  | 総集編                                             | 2013年9月30日 |

### わたしと野菜のおいしい関係〜知って、作って、食べて〜
- 放送期間：2013年8月6日 - 2013年9月24日（火曜・全8回）
- 栄養監修：関口絢子
- MC：YOU[1]、博多大吉（博多華丸・大吉）
- 2014年6・7月期アンコール放送

| 回 | タイトル                      | 料理人     | 初回放送日    |
| -- | ----------------------------- | ---------- | ------------- |
| 1  | トマト ものぐさ女子の強い味方 | 庄司いずみ | 2013年8月6日  |
| 2  | たまねぎ 夏バテ解消           | 庄司いずみ | 2013年8月13日 |
| 3  | とうもろこし 旬を食べよう     | 神保佳永   | 2013年8月20日 |
| 4  | ゴーヤー 紫外線に負けない肌へ | うーら     | 2013年8月27日 |
| 5  | じゃがいも さよなら夏太り     | 村上祥子   | 2013年9月3日  |
| 6  | なす ヘルシーに家飲み         | うーら     | 2013年9月10日 |
| 7  | かぼちゃ 若返りの素           | 神保佳永   | 2013年9月17日 |
| 8  | アボカド 究極の美食材         | 佐藤俊介   | 2013年9月24日 |